# Orlando Robinson

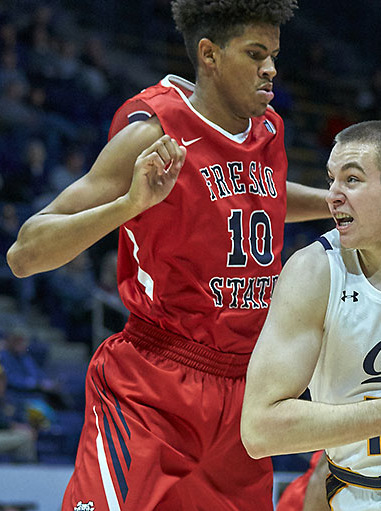
Orlando Robinson, 2019.

Orlando Lamon Robinson Jr., född 10 juli 2000 i Las Vegas i Nevada, är en amerikansk professionell basketspelare (C) som spelar för Orlando Magic i National Basketball Association (NBA). Han har tidigare spelat för Miami Heat, Sacramento Kings och Toronto Raptors.
Robinson blev aldrig NBA-draftad.
Innan han blev proffs studerade Robinson  vid California State University, Fresno och spelade för universitetets idrottsförening Fresno State Bulldogs.